# Nuovo Regno di León

Mappa del Vicereame della Nuova Spagna nel 1819 in cui è riportatil Nuovo Regno di León

Il Nuovo Regno di León (in spagnolo Nuevo Reino de León) fu un territorio amministrativo dell'Impero spagnolo, politicamente governato dalla Intendencia de San Luis Potosí e dipendente dal Vicereame della Nuova Spagna. Si trovava nell'area che attualmente corrisponde allo stato messicano di Nuevo León.